# Pink Dot SG
Pink Dot SG, conocido exónimamente como Pink Dot, es un evento que se lleva a cabo anualmente desde 2009 en apoyo de la comunidad LGBT en Singapur. Los asistentes a los eventos Pink Dot se reúnen para formar un "punto rosa" para mostrar su apoyo a la inclusión, la diversidad y la libertad de amar en el país. Los eventos de Pink Dot generalmente incluyen presentaciones de conciertos y puestos patrocinados por organizaciones que apoyan a la comunidad LGBT y la causa, además de la formación de la marca del evento.
El éxito de Pink Dot en Singapur ha inspirado eventos similares en varios otros países, lo que llevó al evento a ser conocido como Pink Dot SG, siendo SG una sigla de Singapur. Se ha llevado a cabo cada año en Singapur desde 2009 hasta 2019 en el Speakers' Corner en el Parque Hong Lim un sábado en los meses de mayo, junio o julio. Las ediciones de 2020 y 2021 se llevaron a cabo como transmisiones en vivo en línea, en vista de la pandemia de COVID-19. La edición de 2022 se ha vuelto a celebrar de forma presencial en junio.
El diseño de la mascota Pink Dot SG "Pinkie", una personificación del punto rosa, fue proporcionado por el diseñador gráfico Soh Ee Shaun.

## Historia

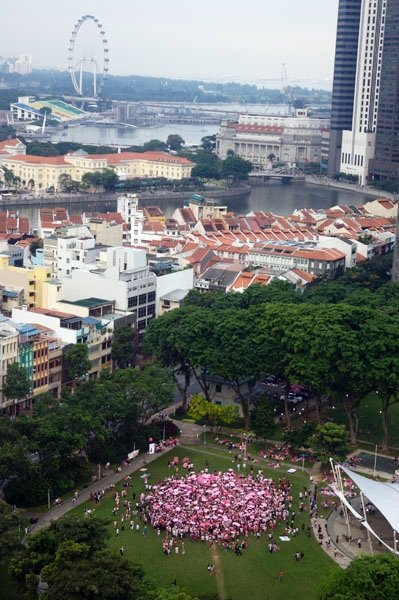
Vista aérea del evento en 2009.

En septiembre de 2008, se relajaron las reglas que rigen las actividades realizadas en el Speakers' Corner de Singapur en Parque Hong Lim, lo que permitió que se realizaran manifestaciones organizadas por singapurenses en el parque, siempre que todos los participantes fueran ciudadanos o residentes permanentes. Esto permitió que el primer evento Pink Dot SG se llevara a cabo en el Speakers' Corner el 16 de mayo de 2009.
Pink Dot SG 2009 se llevó a cabo el 16 de mayo y se lanzó con un video de campaña titulado "RED + WHITE = PINK". Fue el primer evento pro-LGBT público al aire libre de Singapur y estableció el récord en ese momento por la mayor participación en una reunión en Speakers 'Corner desde que se creó dicho lugar. El evento fue considerado un hito para la comunidad LGBT de Singapur. Los embajadores del evento fueron celebridades locales: el actor Timothy Nga, la actriz Neo Swee Lin y la DJ de radio Rosalyn Lee. Durante el evento, los participantes crearon formaciones de las palabras "LOVE" y "4All". El evento concluyó con la formación del Pink Dot titular.
El evento pionero Pink Dot SG recibió una amplia cobertura en los medios de comunicación locales e internacionales. A nivel local, los periódicos The Straits Times y Today cubrieron el evento. Sin embargo, los informes sobre el número de asistentes fueron inconsistentes. Los organizadores estimaron una asistencia de 2500, mientras que The Straits Times informó una participación de 1000 y Today informó "al menos 500". A nivel internacional, el evento fue cubierto por la BBC  y The New York Times, con informes sindicados a publicaciones de todo el mundo a través de los servicios de noticias Associated Press y Agence France-Presse.
Inicialmente, se planeó que el 14.º edición de Pink Dot en 2022 se llevara a cabo durante dos días, el 18 y el 19 de junio, pero los organizadores finalmente decidieron organizarlo como un solo día el 18 de junio, lo que marca su regreso como un evento físico desde el comienzo de la pandemia de COVID-19. Al ser un evento a gran escala realizado durante una pandemia, se implementaron medidas de seguridad adicionales, como proporcionar prueba de vacunación y escanear el código SafeEntry de rastreo de contactos.
A diferencia de los eventos físicos anteriores, la formación de puntos rosas involucró sombrillas blancas y pancartas rosas, y los participantes podían escribir mensajes en estas pancartas. También se creó una página web para que las personas carguen imágenes de luces rosadas en apoyo. Los asistentes notables incluyen al miembro del Parlamento (MP) Henry Kwek, que según los organizadores, fue la primera vez que un MP del gobernante Partido de Acción Popular (PAP) asistía a un evento Pink Dot. El diputado Jamus Lim del Partido de los Trabajadores (WP), parte de la oposición al gobierno, también estuvo presente en el evento. Celebrado de 15:00 a 16:00, Pink Dot SG 2022 contó con un concierto con actos locales, incluida la cantante Preeti Nair, el grupo de danza Limited Edition y el grupo de actuación drag Singapore Drag Royalty.